# Francesca da Rimini (Rachmaninov)
Pour les articles homonymes, voir Francesca da Rimini (homonymie).
Francesca da Rimini est un opéra russe en deux actes avec prologue et épilogue de Sergueï Rachmaninov, sur un livret de Modeste Tchaïkovski reposant sur un épisode du Chant 5 de l'Enfer de Dante (qui avait déjà inspiré Piotr Ilitch Tchaïkovski pour son poème symphonique du même nom, composé en moins de trois semaines entre octobre et novembre 1876, pendant son séjour à Bayreuth).
Composée à partir de juillet 1900, l'œuvre a été achevée en 1904-1905 et créée au Théâtre Bolchoï de Moscou, sous la direction de Rachmaninov lui-même, le 24 janvier 1906, en même temps que Le Chevalier avare.
Le compositeur a écrit le rôle principal de Francesca pour Antonina Nejdanova, mais la partition était trop basse pour sa voix. Alors Rachmaninov a donné ce rôle à Natalia Ermolenko-Ioujina, mais c'était trop haut pour sa voix. Rachmaninov était très déçu. Il s'est adressé à Nadejda Salina (en russe : Надежда Васильевна Салина) : « Nadejda Vassilievna, j'ai écrit le diable sait quoi, personne ne peut le chanter ; pour l’une c'est très bas, pour l'autre c'est très aigu. Je vous donnerai toutes les indications, tout ce que vous voulez, mais essayez de le chanter. ». Nadejda Salina a écrit dans ses mémoires que le rôle était très difficile. Et tous l'ont aidée : le compositeur lui-même, la pianiste Adeline Kitrikh (en russe : Аделина Альбертовна Китрих) et ses deux principaux partenaires : Georges Baklanoff (Lanciotto Malatesta) et Anton Bonachich (Paolo). Elle termine par : « Mais, finalement, nous avons gagné ». L'opéra a été un succès.

## Argument

### Prologue
Dante guidé par l'ombre de Virgile descend dans l'Enfer et y aperçoit les âmes de Paolo et Francesca qui lui relatent leur histoire.

### Tableau 1
Départ en guerre du mari de Francesca, Lanciotto Malatesta ; sa jalousie l'avait amené à avoir recours à un subterfuge pour l'épouser, en lui envoyant son frère Paolo, beau et jeune; lui, laid et âgé ! Convaincu qu'elle est amoureuse de Paolo, Malatesta imagine un nouveau piège; il la laisse seule avec Paolo pendant son absence.

### Tableau 2
Le soir, chambre du palais. Paolo lit à Francesca l'histoire de Lancelot et Guenièvre; Paolo tombe aux pieds de Francesca, au moment où ils vont échanger leur premier baiser, Malatesta surgit et les poignarde.

### Epilogue
On retrouve le cadre de l'Enfer, les âmes des amants sont entraînées par l'ouragan infernal. Bouleversé de douleur, Dante s'effondre sans connaissance.

## Personnage et distribution
| Rôle                                      | Voix    | Première 24 janvier 1906 (Chef d'Orchestre: Sergei Rachmaninoff) |
| ----------------------------------------- | ------- | ---------------------------------------------------------------- |
| Fantôme de Virgile                        | baryton |                                                                  |
| Dante Alighieri                           | ténor   | Dmitri Smirnov                                                   |
| Lanciotto Malatesta                       | baryton | Georges Baklanoff                                                |
| Francesca Malatesta, épouse de Lanciotto  | soprano | Nadežda Vasilʹevna Salina                                        |
| Paolo Malatesta, jeune frère de Lanciotto | ténor   | Anton Bonachich (d)                                              |